# Svatoslav Galík
Svatoslav Galík, född den 31 januari 1939, död den 27 november 2019, var en tjeckoslovakisk orienterare som tog brons i stafett vid VM 1970.